# Gwanggyo (métro de Séoul)
Gwanggyo (hangeul : 광교 ; hanja : 光敎, sous titrée : Kyonggi University) est la station terminus sud de la ligne Sin Bundang du métro de Séoul. Elle est située au 55 Daehak-ro, quartier Iui-dong de l'arrondissement Yeongtong-gu sur le territioire de la ville Suwon-si dans la province Gyeonggi-do, au sud de Séoul, en Corée du Sud.
Ouverte en 2016, cette station terminus est desservie par les rames qui circulent sur la ligne.

## Situation sur le réseau

Plan du réseau (2023)

La station Sinsa est la station terminus sud de la ligne Sin Bundang, dite aussi DXLine, du métro de Séoul : établie en surface dans l'enceinte du dépôt, elle est située avant la station Gwanggyo Jungang en direction du terminus nord Sinsa.

## Histoire
La station terminus Gwanggyo est mise en service le 30 janvier 2016, lors de l'ouverture à l'exploitation du prolongement de la ligne Sin Bundang, de 12,8 km, depuis la station Jeongja.